# 阿基莱什·米什拉
阿基莱什·米什拉（英語：Akhilesh Mishra，1966年3月1日—），印度外交官，現任印度駐愛爾蘭大使，曾任印度駐馬爾代夫高級專員、印度駐多倫多總領事等職務。

## 经历
阿基莱什·米什拉來自瓦拉納西，生於1966年3月1日。擁有贝拿勒斯印度教大学的工學學士和工學碩士學位，在這兩個學位課程中都名列前茅，獲得了金牌，並在工學碩士課程中取得了創紀錄的10.0的累積成績。
1989年，米什拉进入印度外事服务。1991年至1993年，在印度駐秘魯大使館工作。1993年至1996年，在印度駐意大利大使館工作。1996年至1999年，在印度駐尼泊爾大使館工作。1999年至2001年，在新德里印度外交部任处长，負責孟加拉事務。2001年至2005年，任印度駐美國舊金山副總領事。2005年至2008年，任印度駐坦桑尼亞副高級專員。2008年至2010年，任印度駐阿富汗使团副团长。2010年至2011年，任新德里印度外交部多邊經濟關係司聯秘。2011年至2013年，任印度外交部负责尼泊爾與不丹事務的聯秘。
2013年至2016年，任印度駐加拿大多倫多總領事。2016年1月6日至2019年2月14日，任印度駐馬爾代夫高級專員。
2019年2月至2020年2月，任印度文化關係委員會總幹事。2020年2月至2021年7月，任印度外交部發展合作管理部門負責人，處理印度的官方發展援助。2021年7月至2021年10月，在印度外交部擔任政治特別職責官員。
2021年10月6日抵達都柏林，出任印度駐愛爾蘭大使。2021年11月24日，向愛爾蘭總統麥可·D·希金斯遞交國書。

## 個人生活
米什拉會說西班牙語、意大利語和尼泊爾語，除了英語外，還會印度語言中的印地語和梵語。除了國際事務外，米什拉大使對印度文化也有濃厚興趣，特別是梵語吠陀與古典文學、印地語與烏爾都詩歌、靈性、瑜伽與冥想。
他的妻子麗蒂·米什拉（Reeti Mishra）能說西班牙語和意大利語，並積極參與海外外交、領事配偶團體的文化、社會和慈善活動。她是一名激勵演講者、瑜伽愛好者，也是印度手工藝品、紡織品、傳統藝術和詩歌的推廣者。他們有兩個孩子。